# 拉克森多夫
拉克森多夫是奥地利下奥地利州梅尔克县的一个市镇。总面积36.24平方公里，总人口1069人，人口密度29.5人/平方公里（2005年）。